# گمینا کونگتسپول
گمینا کونگتسپول (به لهستانی:  Gmina Koniecpol) یک گمینا در لهستان است که در شهرستان چنستوخووا واقع شده‌است. گمینا کونگتسپول ۱۴۶٫۷۵ کیلومتر مربع مساحت و ۱۰٬۳۰۰ نفر جمعیت دارد.